# Trò chơi hành động nhập vai
Trò chơi hành động nhập vai (viết tắt là RPG hành động hoặc ARPG) là một nhánh con của trò chơi điện tử kết hợp các yếu tố cốt lõi từ cả thể loại hành động và nhập vai.

## Định nghĩa
Thể loại trò chơi này nhấn mạnh vào chiến đấu thời gian thực, nghĩa là người chơi có quyền điều khiển trực tiếp các nhân vật thay vì chiến đấu theo lượt hoặc chọn menu-chiến đấu, trong khi vẫn tập trung vào thông số của nhân vật để tính toán sức mạnh và khả năng. Những trò chơi này thường sử dụng hệ thống chiến đấu của trò chơi hành động, tương tự như hack and slash hoặc bắn súng. Trò chơi hành động nhập vai cũng có thể kết hợp với trò chơi hành động phiêu lưu, như hệ thống nhiệm vụ và cơ chế RPG, hoặc trò chơi nhập vai trực tuyến nhiều người chơi (MMORPG) với hệ thống chiến đấu thời gian thực.

## Lịch sử

### Thập niên 1970 và đầu thập niên 1980
Allgame liệt kê các trò chơi phát hành trước năm 1984 sau đây là game RPG hành động: Temple of Apshai (1979) và phần tiếp theo của nó là Gateway to Apshai (1983), Beneath the Pyramids trên Apple II (1980), Bokosuka Wars (1983), và Sword of Fargoal (1983). Jeremy Parish của USgamer cho rằng Adventure (1980) là game RPG hành động. Bill Loguidice và Matt Barton thì cho rằng Advanced Dungeons & Dragons (1982) và Treasure of Tarmin (1983) mới là game RPG hành động. Shaun Musgrave của TouchArcade lưu ý Adventure thiếu cơ chế RPG, chẳng hạn như điểm kinh nghiệm và giữ nguyên sự phát triển nhân vật. Ông lập luận Gateway to Apshai là "trò chơi đầu tiên mà tôi cảm thấy thoải mái khi gọi là game RPG hành động", nhưng cũng lưu ý rằng "nó không phù hợp khi xếp nằm chung với RPG trong phân loại các thể loại game hiện đại của chúng tôi", mặc dù game gần đúng với định nghĩa cơ bản hơn là Bokosuka Wars phát hành cùng năm.
Jeremy Parish của 1UP.com phản bác lại, ông lập luận rằng các nhà phát triển game Nhật Bản đã tạo ra một thể loại mới của game nhập vai hành động; những trò chơi này pha trộn thể loại nhập vai với các yếu tố hành động và phiêu lưu hành động kiểu arcade. Shaun Musgrave của TouchArcade cũng nghiên cứu nguồn gốc của thể loại này từ Nhật Bản, ông lưu ý rằng "ngành công nghiệp game phương Tây thời đó có xu hướng coi game hành động và game nhập vai là hai thể loại khác nhau, nhằm phục vụ cho nhân khẩu học riêng biệt".
Jeremy Parish cho rằng game nhập vai hành động bắt đầu phổ biến ở Nhật Bản kể từ The Tower of Druaga. Game phát hành cho máy arcade tháng 6 năm 1984, dự định là một "phiên bản kỳ ảo của Pac-Man, với lối chơi giải câu đố, chiến đấu quái vật và đi tìm kho báu". Thành công của game ở thị trường Nhật Bản đã truyền cảm hứng cho việc phát triển Dragon Slayer (1984) và Hydlide (1984). Dragon Slayer, Hydlide và Courageous Perseus (1984) cùng "tranh giành vị trí khởi xướng thể loại", và có sự cạnh tranh không dứt giữa loạt Dragon Slayer và Hydlide suốt những năm sau đó. The Tower of Druaga, Dragon Slayer và Hydlide gây ảnh hưởng lớn đến các game nhập vai hành động sau này như Ys, cũng như The Legend of Zelda ở Nhật Bản.:38
Dragon Slayer của Falcom do Kiya Yoshio tạo ra, là "game RPG hành động đầu tiên" theo GameSetWatch. Nguyên bản phát hành cho máy tính PC-8801 tháng 9 năm 1984, game đã từ bỏ các trận chiến dựa trên lệnh của các game RPG trước đó để chuyển sang chiến đấu hack-and-slash thời gian thực, yêu cầu người chơi trực tiếp ra lệnh, cùng với các yếu tố giải đố. Trái ngược với các game giống trò chơi Rogue theo lượt trước đó, Dragon Slayer là một game RPG dungeon-crawl sử dụng chiến đấu thời gian thực, tập trung vào hành động, kết hợp với cơ chế nhập vai truyền thống. Công thức nhập vai hành động góc nhìn từ trên xuống của Dragon Slayer đã được áp dụng trong nhiều game sau này.
Hydlide của T&E Soft phát hành tháng 12 năm 1984, do Naito Tokihiro tạo ra. Ông chịu ảnh hưởng của game The Tower of Druaga.:42–49  Đây là game nhập vai hành động đầu tiên có overworld. Trò chơi vô cùng nổi tiếng ở Nhật Bản, bán ra 2 triệu bản trên tất cả các hệ máy. Theo John Szczepaniak, "không có gì là nói quá khi đề cập đến mức độ ảnh hưởng của Hydlide đối với ARPG sau nó". Cùng năm, Courageous Perseus cũng là một trong những game RPG hành động ra đời sớm nhất.
Dragon Slayer II: Xanadu (1985) (được quảng cáo là "thể loại game RPG thời gian thực mới"), là một trò chơi RPG hành động có chỉ số nhân vật và nhiệm vụ lớn. Game cũng kết hợp chế độ cuộn-bên khi khám phá, chế độ nhìn từ trên cao trong trận chiến và hệ thống đạo đức "Karma" đầu tiên, thước đo Karma của nhân vật sẽ tăng lên nếu anh ta phạm tội (hạ sát kẻ địch "tốt"), từ đó dẫn đến việc các đền thờ sẽ từ chối thăng cấp cho anh ta. Xanadu Scenario II (1986) là một gói mở rộng nội dung của Dragon Slayer II: Xanadu. Hydlide II: Shine of Darkness (1985) cũng có hệ thống đạo đức. Eurogamer nêu danh Fairlight (1985) là một game RPG hành động thời kỳ đầu.

### Cuối thập niên 1980
The Legend of Zelda (1986) là tựa game có tầm ảnh hưởng quan trọng đến thể loại game RPG hành động, là khuôn mẫu cho nhiều game RPG hành động trong tương lai. Trái ngược với các game RPG hành động trước đó, chẳng hạn như Dragon Slayer và Hydlide, đòi hỏi người chơi phải chạm vào kẻ địch để tấn công chúng, The Legend of Zelda có nút tấn công tạo hoạt ảnh vung kiếm hoặc tấn công bằng đồ vật ném đi trên màn hình. Đây cũng là một ví dụ ban đầu của lối chơi thế giới mở, phi tuyến tính và giới thiệu các tính năng mới như lưu game bằng pin. Những yếu tố này đã được sử dụng trong nhiều game RPG hành động sau này.
Năm 1987, Zelda II: The Adventure of Link triển khai một hệ thống RPG truyền thống hơn, như điểm kinh nghiệm và màn chơi với các yếu tố hành động. Không giống như tiền nhiệm, Zelda II phù hợp với định nghĩa của một game RPG hành động hơn.
Một game nhập vai hành động phong cách Metroidvania khác phát hành vào năm đó là Euphory trên máy tính Sharp X1 của System Sacom, có thể là game nhập vai hành động nhiều người chơi theo phong cách Metroidvania duy nhất từng phát hành, cho phép hai người chơi hợp tác với nhau. Tựa Dragon Slayer thứ năm là Sorcerian cũng phát hành cùng năm. Đây là một game RPG hành động theo nhóm, người chơi điều khiển một nhóm gồm bốn nhân vật cùng lúc ở chế độ cuộn-bên. Game cũng có tính năng tạo nhân vật, độ tùy biến cao, câu đố dựa trên lớp và hệ thống kịch bản mới, người chơi tùy ý chọn trong 15 kịch bản hoặc nhiệm vụ để chơi. Game cũng là một trò chơi điện tử dài kỳ, với các đĩa mở rộng phát hành sau đó đem lại nhiều tình tiết hơn. Falcom cũng phát hành phần đầu tiên của loạt Ys vào năm 1987. Tuy không phổ biến lắm ở phương Tây, nhưng loạt Ys dài tập đóng vai trò quan trọng tại thị trường Nhật Bản, với nhiều phần tiếp theo, làm lại và cập nhật trong nhiều thập kỷ kể từ khi phát hành. Bên cạnh series Dragon Slayer của Falcom, Ys cũng chịu ảnh hưởng của Hydlide, vay mượn một số cơ chế nhất định như hồi phục sức khỏe.
Năm 1988, loạt Exile của Telenet Japan ra mắt và nổ ra tranh cãi vì cốt truyện của nó, xoay quanh một sát thủ du hành thời gian người Syria thời Thập tự chinh, ám sát các nhân vật tôn giáo/lịch sử khác nhau, cũng như các nhà lãnh đạo chính trị thế kỷ 20. Cách chơi của Exile gồm cả khám phá góc nhìn từ trên cao và chiến đấu di chuyển cuộn-bên, đồng thời có tính năng theo dõi nhịp tim thể hiện số liệu thống kê Sức tấn công và Lớp áo giáp của người chơi. Một khía cạnh gây tranh cãi khác liên quan đến việc dùng thuốc viên (thay vì lọ linh dược) để tăng/giảm thuộc tính, nhưng có tác dụng phụ như tăng/giảm nhịp tim hoặc tử vong. Origin Systems, nhà phát triển của series Ultima, cũng phát hành một game RPG hành động là Times of Lore (1988), lấy cảm hứng từ nhiều game NES khác nhau, đặc biệt là The Legend of Zelda.:182, 212 Times of Lore đã truyền cảm hứng cho một số game sau này của Origin Systems, chẳng hạn như Bad Blood (1990) (một game RPG hành động khác sử dụng cùng một công cụ):183 và Ultima VI: The False Prophet, sử dụng cùng một giao diện.:83–84
Cũng trong năm 1989, phiên bản làm lại nâng cao Ys I & II là một trong những game đầu tiên sử dụng CD-ROM để bổ sung đồ họa nâng cao, cắt cảnh, nhạc nền Red Book CD, và lồng tiếng. Phiên bản bản địa hóa tiếng Anh của game cũng là một trong những bản đầu tiên có lồng tiếng. Game nhận giải thưởng Trò chơi của năm từ OMNI Magazine năm 1990, cũng như các giải thưởng khác. Một tựa game khác là Prophecy: The Fall of Trinadon (1998) của Activision đã thử giới thiệu chiến đấu hành động "kiểu Nintendo" cho các game RPG trên máy tính ở Bắc Mỹ.

### Thập niên 1990
Game RPG hành động trên máy chơi game phổ biến hơn so với máy vi tính, do gamepad phù hợp với hành động thời gian thực hơn là dùng bàn phím và chuột.:43 Mặc dù cũng có những game RPG trên máy tính tập trung vào hành động ở cuối thập niên 1980 và đầu thập niên 1990, nhưng không gặt hái được nhiều thành công.:43 Times of Lore là một trong những tựa game thành công trên thị trường máy tính Mỹ,:43 nơi thường có thái độ tiêu cực đối với việc kết hợp các thể loại theo cách này, và nhấn mạnh vào việc giữ gìn sự thuần khiết của thể loại RPG. Ví dụ, tạp chí Computer Gaming World xuất bản năm 1991 đã chỉ trích một số game RPG như Ys, Sorcerian, Times of Lore, và Prophecy trên máy tính sử dụng hành động chiến đấu "kiểu arcade" hoặc "kiểu Nintendo".
Năm 1991, Square phát hành Seiken Densetsu: Final Fantasy Gaiden, còn gọi là Final Fantasy Adventure hoặc Mystic Quest ở phương Tây, cho máy Game Boy. Giống như Crystalis, cách hành động trong Seiken Densetsu mang nhiều nét tương đồng với Legend of Zelda, nhưng bổ sung nhiều yếu tố RPG hơn. Đây là một trong những game RPG hành động đầu tiên mà người chơi có thể hạ sát người dân trong thị trấn, mặc dù các game Mana sau này đã loại bỏ tính năng này. Arcus Odyssey của Wolf Team (nay là Namco Tales Studio) là một game RPG hành động có góc nhìn isometric và lối chơi nhiều người chơi hợp tác.
Năm 1993, game Seiken Densetsu thứ hai là Secret of Mana đã được đón nhận nồng nhiệt. Nhờ vào việc sáng tạo ra hệ thống chiến đấu hành động thời gian thực có thể tạm dừng, và lối chơi nhiều người chơi hợp tác, người chơi thứ hai hoặc thứ ba có thể vào và ra khỏi trò chơi bất cứ lúc nào, thay vì phải tham gia cùng lúc. Game vẫn có tầm ảnh hưởng cho đến ngày nay, với hệ thống menu xoay vòng vẫn được sử dụng trong các game hiện đại và nhiều người chơi hợp tác như Dungeon Siege III (2011).
Tuy nhiên, đa phần các game như vậy đều sử dụng góc nhìn truyền thống, di chuyển theo kiểu cuộn-bên, như các game beat 'em ups, chẳng hạn như loạt Princess Crown, Odin Sphere và Muramasa: The Demon Blade. Princess Crown có hình ảnh giống hoạt hình hơn. Game vẫn có hình ảnh chất lượng theo phong cách của George Kamitani.
Bản kế thừa tinh thần của LandStalker (1997) là Alundra, có thể coi là "một trong những ví dụ điển hình nhất về cách chơi game hành động/RPG", kết hợp các yếu tố platform và câu đố mang tính thử thách với một cốt truyện sáng tạo xoay quanh việc đi vào giấc mơ của mọi người và xử lý các vấn đề người lớn hơn.

### Thập niên 2000
BioShock (2007) và nhà thiết kế của game đó là Ken Levine cũng chịu sự ảnh hưởng của Ultima Underworld. Ông tuyên bố "tất cả những điều tôi muốn làm và tất cả những trò chơi mà tôi đã hoàn thành đều xuất phát từ cảm hứng mà tôi lấy từ [Ultima Underworld]". Nhà thiết kế Cliff Bleszinski của Gears of War cũng nhắc đến tầm ảnh hưởng của Ultima Underworld, nói rằng nó có "tác động lên tôi nhiều hơn so với Doom". Các game khác lấy cảm hứng từ Ultima Underworld còn có The Elder Scrolls: Arena, Deus Ex, Deus Ex: Invisible War, Vampire: The Masquerade – Bloodlines, và Half-Life 2.
Demon's Souls (2009) của FromSoftware nhấn mạnh vào những kẻ địch không khoan nhượng và môi trường tàn khốc. Game kết hợp với cơ chế trong cái rủi có cái may như giới hạn các checkpoint, việc thu thập "linh hồn" có thể đổi thành điểm kinh nghiệm, dùng để tăng chỉ số của người chơi hoặc như một loại tiền tệ để mua vật phẩm, và phạt người chơi tử vong mà không áp đặt trạng thái thất bại hoàn toàn. Game cũng tích hợp các tính năng trực tuyến như việc người chơi có thể ghi lại lời nhắn trong thế giới ngầm để người chơi khác đọc, cũng như cơ chế cho phép người chơi tạm thời tham gia phiên của người khác nhằm hỗ trợ hoặc "xâm nhập" để tham gia vào trận chiến PvP. Đặc biệt là sau khi phát hành bản kế nhiệm Dark Souls (2011) và những phần sau đó, các game RPG hành động khác ra mắt vào thập niên 2010 đều chịu ảnh hưởng của Demon's Souls, và thường được gọi là dòng game "Soulslike".

### Thập niên 2010
Năm 2013, Vanillaware phát hành trò chơi beat 'em up kỳ ảo ARPG Dragon's Crown. Game là bản kế thừa tinh thần của Princess Crown và cũng là một "sản phẩm vô cùng xúc động" của George Kamitani, giám đốc Vanillaware. Kamitani đã trích dẫn ra những game RPG cổ điển là nguồn cảm hứng của ông trong lời tựa của Dragon's Crown Artworks: "Mô típ kỳ ào trong Dragon's Crown chính là tất cả những gì đã gây ảnh hưởng đến tôi cho đến bây giờ: Tôi tiếp xúc RPG Wizardry bản PC lần đầu tiên khi còn là một sinh viên; sách trò chơi điện tử của Ian Livingstone; các trò chơi như Tower of Druaga, Golden Axe và  The King of Dragons." Ông cũng cho rằng tác phẩm hồi đầu những tuổi hai mươi của mình về Dungeons & Dragons: Tower of Doom là "thứ mà tôi khát khao thực sự". Dragon's Crown đã tái phát hành trên PS4 "Pro" năm 2018.

## Thể loại con

### Dungeon crawl góc nhìn người thứ nhất

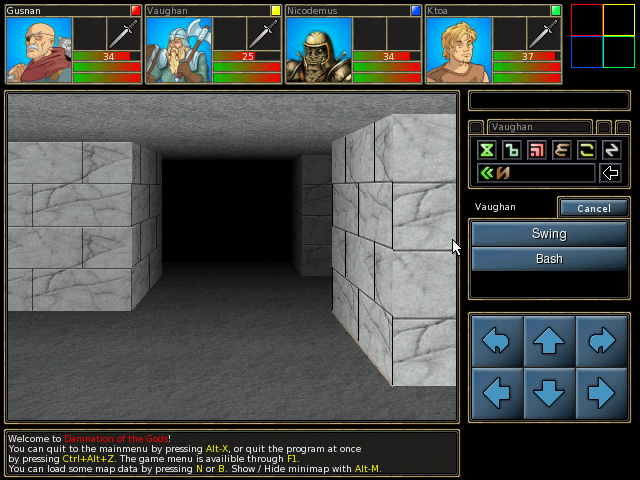
Damnation of Gods, một dungeon crawl góc nhìn thứ nhất và bản sao của Dungeon Master

Vào cuối năm 1987, FTL Games phát hành Dungeon Master, một game dungeon crawler có thế giới và một số yếu tố chiến đấu theo thời gian thực (tương tự như hệ thống Active Time Battle), yêu cầu người chơi phải nhanh chóng ra lệnh trực tiếp cho các nhân vật. Điều này đã thiết lập nên tiêu chuẩn cho game RPG góc nhìn thứ nhất trên máy tính trong nhiều năm.:234–236 Game cũng truyền cảm hứng cho nhiều nhà phát triển khác tạo ra các trò chơi dungeon crawler thời gian thực, chẳng hạn như Eye of the Beholder và Lands of Lore: The Throne of Chaos.
Ultima Underworld: The Stygian Abyss (1992) được coi là game RPG đầu tiên có tính năng hành động góc nhìn thứ nhất trong môi trường 3D. Ultima Underworld cũng là ví dụ đầu tiên của thể loại sim nhập vai, một thể loại kết hợp các yếu tố từ các thể loại khác để tạo ra một game mang tính cá nhân mạnh và lối chơi nổi bật, và tạo ảnh hưởng lên nhiều game khác. Công cụ này được tái sử dụng và cải tiến trong phần tiếp theo của Ultima Underworld là Ultima Underworld II: Labyrinth of Worlds (1993). Look Glass Studios đã lên kế hoạch tạo ra Ultima Underworld thứ ba, nhưng Origin đã từ chối lời mời chào này. Sau khi bị Electronic Arts (EA) từ chối Ultima Underworld III, Arkane Studio đã tạo ra một kế nhiệm tinh thần: Arx Fatalis. Toby Gard trả lời phỏng vấn khi nói về quá trình thiết kế Tomb Raider, ông "là một fan hâm mộ lớn của... Ultima Underworld, tôi muốn kết hợp thể loại game đó với loại nhân vật dạng đa giác như vừa giới thiệu trong Virtua Fighter". Ultima Underworld cũng là nền tảng cho System Shock của Looking Glass Technologies sau này.

### Point and click
Times of Lore (1988) của Origin Systems là một game RPG hành động point-and-click với giao diện dựa trên các biểu tượng. Một game khác của Origin Systems là Bad Blood (1990) cũng dùng giao diện tương tự. Các nhà thiết kế đã lấy cảm hứng từ các tựa game console đó, đặc biệt là The Legend of Zelda, để làm cho giao diện của chúng dễ tiếp cận hơn.
Ultima VIII (1994) có cách điều khiển bẳng chuột và cố gắng thêm các chuỗi nhảy chính xác như trong Mario, mặc dù các phản hồi đối với cách chiến đấu bằng chuột vẫn còn lẫn lộn. Blizzard phát hành Diablo (1997) và gặt hái thành công rực rỡ. Đây là một game RPG hành động sử dụng giao diện point-and-click, ngoài ra còn miễn phí dịch vụ trực tuyến để có thể chơi với những người khác, dùng chung quy tắc và cách chơi.:43
Ảnh hưởng của Diablo trên thị trường rất lớn, là tiền đề cho những bản bắt chước. Tác động của game lớn đến nỗi thuật ngữ "RPG hành động" thường được cho là dùng để chỉ kiểu-Diablo hơn là các trò chơi theo kiểu-Zelda. Bản thân The Legend of Zelda cũng được coi là game phiêu lưu hành động. Thông thường, những game này sử dụng góc quay isometric cố định trong thế giới, điều này rất cần thiết do những hạn chế về đồ họa 2D của các máy tính đời đầu; ngay cả với công cụ đồ họa 3D, các trò chơi point-and-click như vậy vẫn trình bày theo góc quay isometric tương tự, mặc dù có thêm các tùy chọn để xoay, chuyển động và thu phóng máy quay ở một góc độ nào đó. Do đó, chúng thường được xếp chung nhóm với các game "RPG isometric" khác.

### Nhập vai bắn súng[d]
Các game RPG hành động bắn súng (RPS) như Strife (1996), System Shock 2 (1999), loạt Deus Ex (2000 trở đi) của Ion Storm, Destiny của Bungie (2014), Steambot Chronicles (2005) của Irem, game RPG bắn súng góc nhìn thứ ba của Square Enix là Dirge of Cerberus: Final Fantasy VII (2006), giới thiệu góc nhìn qua vai tương tự như Resident Evil 4, và game MMO chiến đấu bằng xe Auto Assault (2006) của NetDevil và NCsoft. Các game RPG hành động khác có cả yếu tố hack and slash cũng như bắn súng, với việc sử dụng súng (hoặc trong một số trường hợp là cung tên hoặc chiến đấu trên không) và các vũ khí cận chiến, như loạt Drakengard của Cavia (2003 đến 2005), và Rogue Galaxy của Level-5 (2005).
Các game RPS khác còn có loạt Mass Effect (2007 trở đi), Fallout 3 và các tựa game Fallout tiếp theo (2008 trở đi), White Gold: War in Paradise (2008), và Borderlands (2009). Nhà phát triển Gearbox Software đã gọi Borderlands là một "game RPG bắn súng" do các yếu tố RPG nặng nề trong trò chơi, chẳng hạn như lối chơi dựa trên nhiệm vụ cũng như các đặc điểm nhân vật và hệ thống cấp độ. Half-Minute Hero (2009) là một game RPG bắn súng hài hước, giới thiệu thời hạn 30 giây cho mỗi màn chơi và đánh trùm. Các game RPG hành động khác gần đây có yếu tố bắn súng bao gồm các tựa game ra mắt năm 2010 như Alpha Protocol của Obsidian Entertainment và The 3rd Birthday, đây là game thứ ba trong loạt Parasite Eve, pha trộn độc đáo giữa RPG hành động, RPG chiến thuật thời gian thực, kinh dị sinh tồn và yếu tố bắn súng chiến thuật góc nhìn thứ ba.
Các game RPG bắn súng gần đây hơn có Black Rock Shooter (2011) hậu khải huyền của Imageepoch, sử dụng cả các yếu tố bắn súng góc nhìn thứ nhất và góc nhìn thứ ba, và Final Fantasy XV (2016) của Square Enix, có cả hack and slash và bắn súng góc nhìn thứ ba.